# Vervins
Vervins (flämisch: Werven) ist eine französische Stadt mit 2574 Einwohnern (Stand 1. Januar 2022) im Département Aisne in der Region Hauts-de-France. Sie ist Sitz der Unterpräfektur des Arrondissements Vervins und Mitglied im Gemeindeverband Thiérache du Centre.

## Geographie
Die Kleinstadt Vervins ist neben Hirson und Guise einer der Hauptorte der Landschaft Thiérache im Nordosten der Picardie. Sie liegt am Chertemps, einem Nebenfluss des Vilpion, etwa 45 Kilometer östlich von Saint-Quentin und 37 Kilometer nordöstlich von Laon.

## Bevölkerungsentwicklung
| Jahr                       | 1962 | 1968 | 1975 | 1982 | 1990 | 1999 | 2006 | 2013 | 2022 |
| Einwohner                  | 2735 | 2833 | 2916 | 2721 | 2663 | 2653 | 2685 | 2507 | 2574 |
| Quellen: Cassini und INSEE |      |      |      |      |      |      |      |      |      |

## Sehenswürdigkeiten
- Befestigungsanlagen (aus Wällen und Palisaden hervorgegangene Umfriedung der Stadt, von der noch Wall- und Mauerreste sowie zehn Türme erhalten sind), Monument historique[2]
- Kirche Unserer Lieben Frau (Église Notre-Dame oder Église Sainte-Marie et de l’Assomption), Monument historique[3]

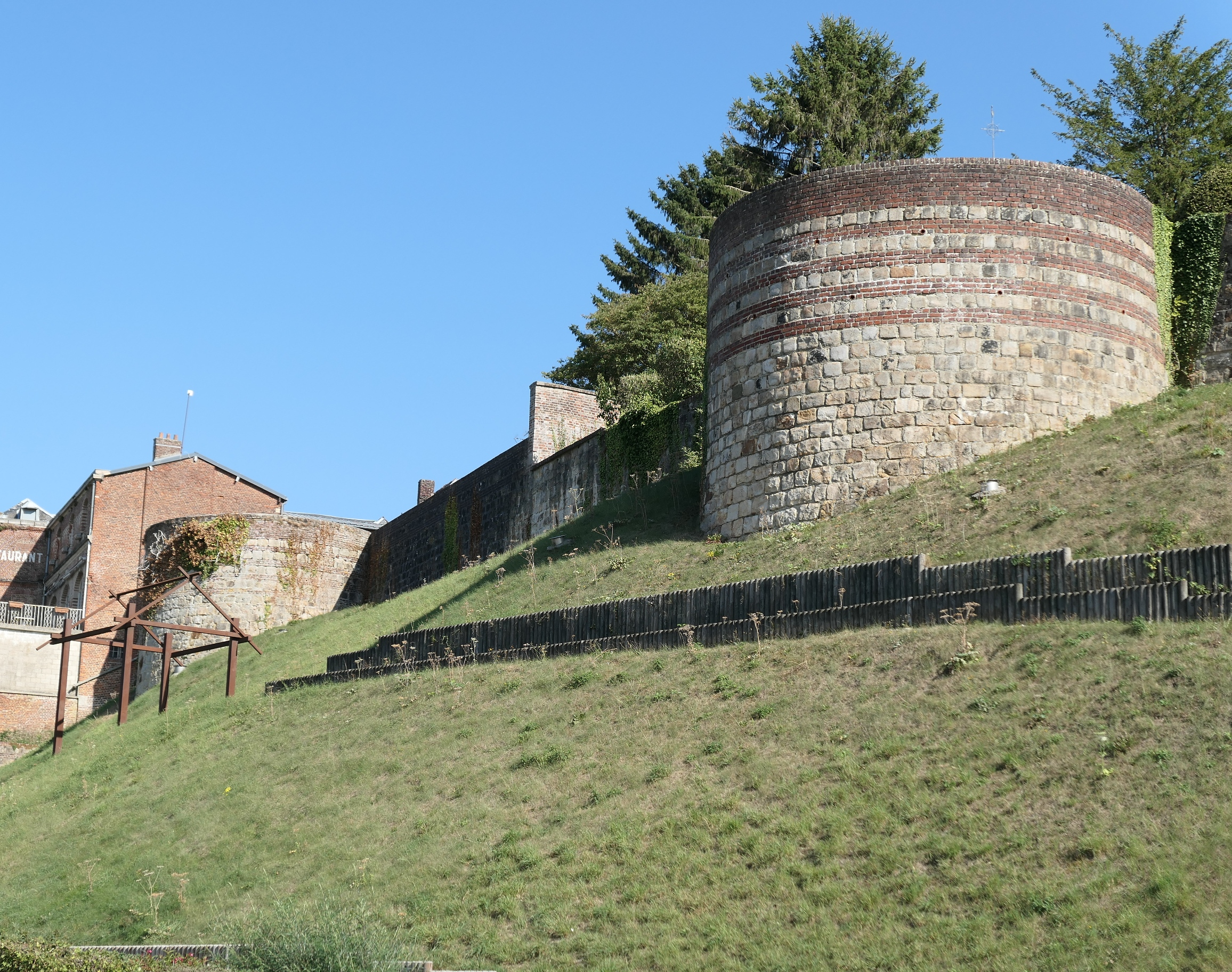
Teile der Stadtbefestigung
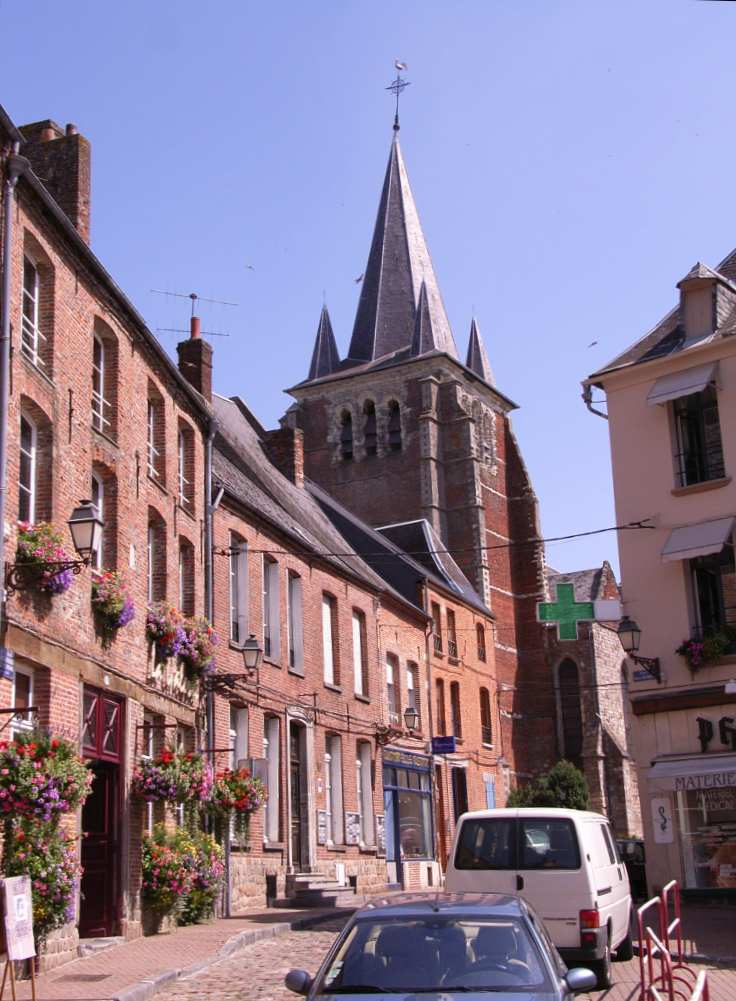
Ortszentrum mit Kirche
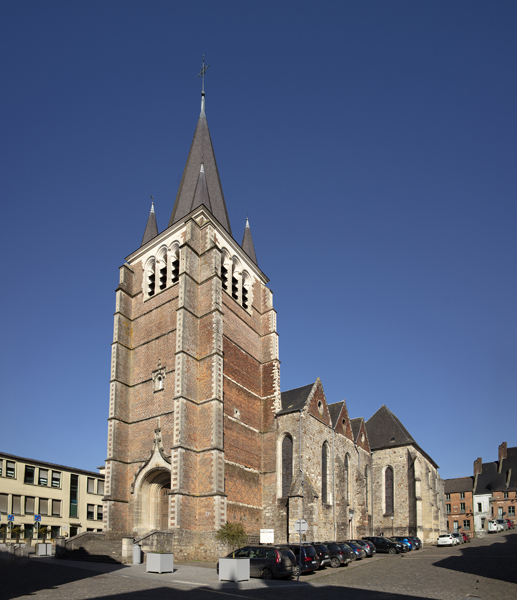
Kirche Notre-Dame
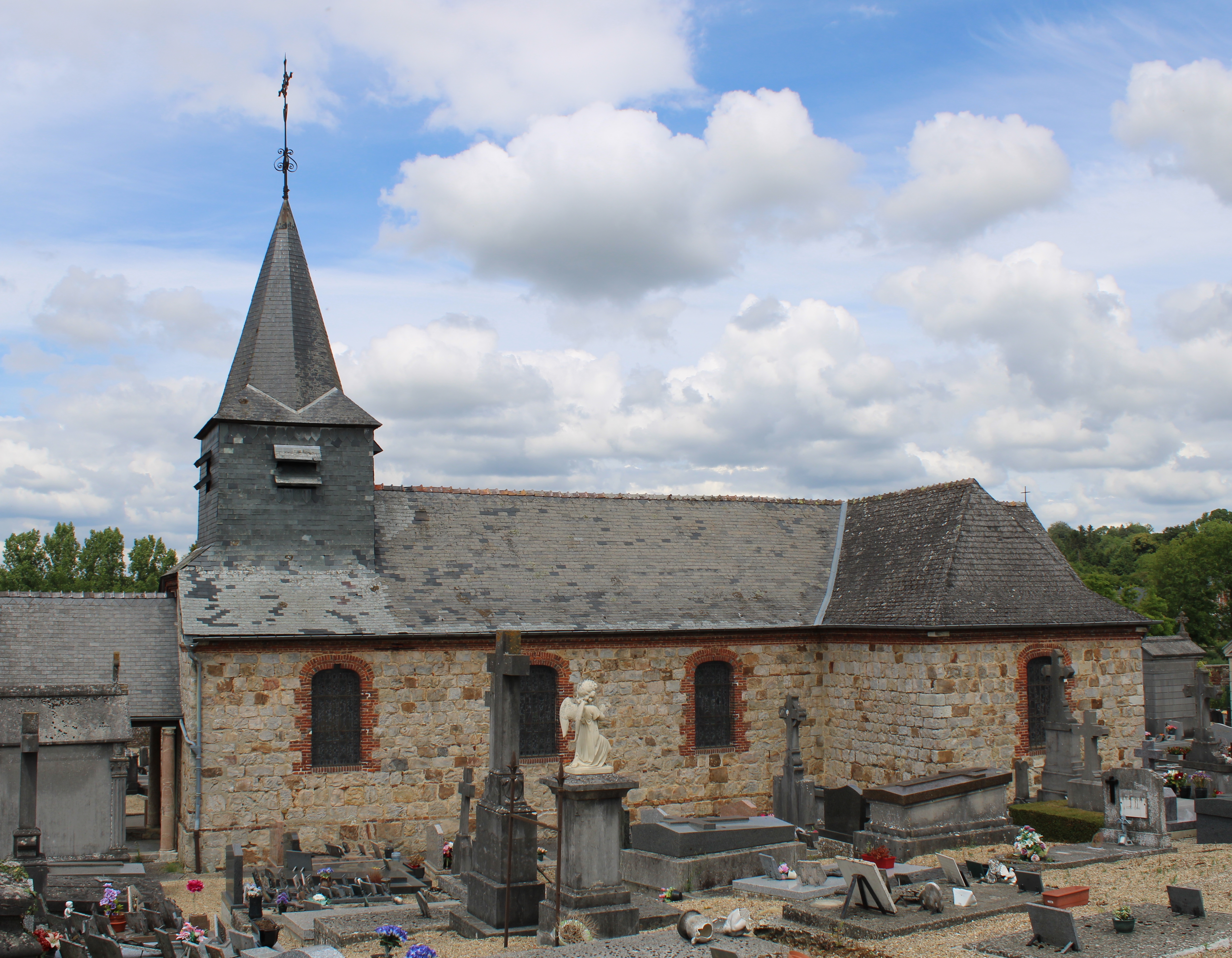
Kapelle Sainte-Anne
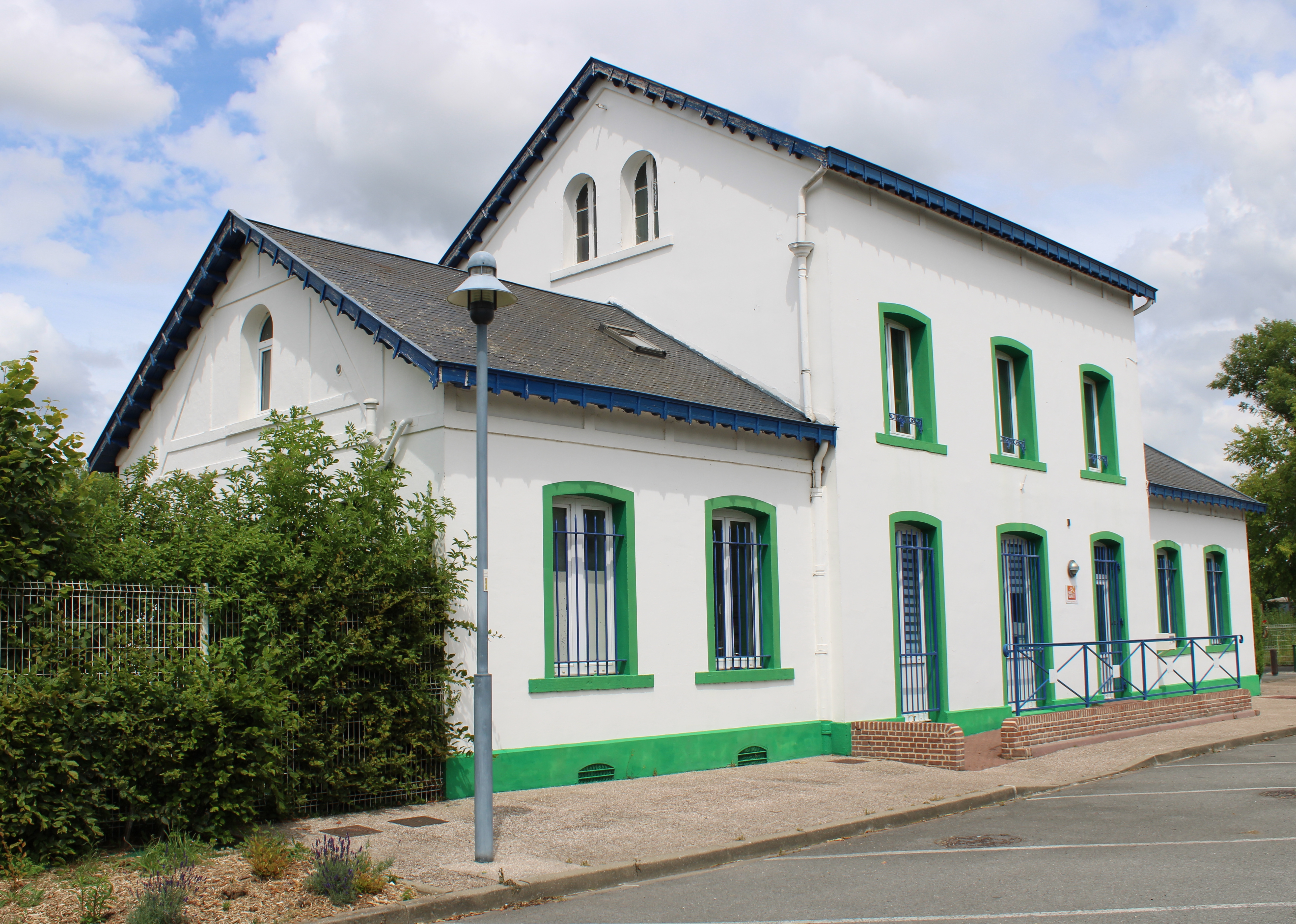
Bahnhof

## Persönlichkeiten
- Marc Lescarbot (1570–1642), Anwalt, Autor und Reisender in Neufrankreich
- René Béhaine (1880–1966), Romanschriftsteller
- Alain Porthault (1929–2019), Leichtathlet
- Christophe Moreau (* 1971), Radrennfahrer